# TES (津軽三味線アーティスト)
TES（テス）（岡野哲也（おかのてつや）1989年10月30日生まれ。出身地：日本）は、津軽三味線アーティスト。
津軽三味線を8歳から始める。現在、東京、名古屋を拠点に活動中。
三味線×ロックバンドROAのメンバーであり、和洋コラボユニット陽影月のメンバー。
兄・岡野将之とは岡野兄弟として日本、世界各地で三味線を演奏する。

## 受賞歴
- 2003全国津軽三味線大阪大会　優勝（少年少女の部）
- 2004津軽三味線全国大会      優勝（ジュニアの部）
- 2005津軽三味線コンクール全国大会 優勝（少年少女の部）
- 2009全国津軽三味線大阪大会　優勝（一般の部）

## 日本での活動
- ストリートライブ（愛知→滋賀→京都→兵庫→岡山→広島→山口→福岡）
- 愛知万博（愛・地球博）公演。
- 京都・清水寺にて公演。京都賞でのパフォーマンスなど。各ホテルにてディナーコンサート。（陽影月）
- 2019年（令和元年）、天皇即位後、初の公務　全国植樹祭にて尾張旭PRとして演奏。

## 海外での活動
- 2004年　スイス　NHKコーラスグループと各ホテルにて演奏。
- 2017年　アメリカ　NYタイムズスクエア、INAKAYA NY、SOB’sにて演奏。
- 2017年　タイ　バンコク各日本料理店にて演奏。
- 2018年　オランダ　アムステルダムHANABIとしてMAD FOXにて演奏。

## メディア出演
- TV〈CBC・NHK〉・Radio〈CBC・東海ラジオ・渋谷のラジオ〉など。

## ユニット活動
- 名古屋【岡野兄弟（兄弟三味線）】【陽影月-HIKAGETSU-（三味線&ピアノ）】
- 東京　【ROA（ロックバンド）】【HANABI（DJ、EDM）】